# Adieu cousine...
Adieu cousine... (Blood Relatives dans l'édition originale américaine) est un roman policier américain de Ed McBain, nom de plume de Salvatore Lombino, publié en 1975. C’est le trentième roman de la série policière du 87e District.

## Résumé
Une adolescente, témoin du meurtre de sa cousine par un inconnu, s'est échappée pour éviter de subir le même sort. Elle parvient à se rendre au commissariat, fait une déposition et Steve Carella se met tout de suite sur l'affaire. Mais une surprise attend ce dernier quand la jeune fille accuse un membre de sa famille d'être le tueur.

## Éditions
Édition originale en anglais
- (en) Ed McBain, Blood Relatives, New York, Random House, 1975

Éditions françaises
- (fr) Ed McBain (auteur) et Janine Hérisson (traducteur), Adieu cousine... [« Blood Relatives »], Paris, Gallimard, coll. « Super noire no 47 », 1976, 246 p. (ISBN 2-07-046047-9, BNF 34584612)
- (fr) Ed McBain (auteur) et Janine Hérisson (traducteur), Adieu cousine... [« Blood Relatives »], Paris, Gallimard, coll. « Série noire no 2506 », 1998, 235 p. (ISBN 2-07-049470-5, BNF 36986315)
  - Traduction révisée et augmentée.
- (fr) Ed McBain (auteur) et Janine Hérisson (traducteur), Adieu cousine... [« Blood Relatives »], dans 87e District, volume 5, Paris, Éditions Omnibus, 2000, 1369 p. (ISBN 2-258-05358-7, BNF 37204205)
  - Ce volume omnibus contient les romans Flouze, Adieu cousine..., N'épousez pas un flic, Ça fait une paye !, Calypso, Un poulet chez les spectres, Coup de chaleur et Nid de poulets.

## Adaptation au cinéma
- 1978 : Les Liens de sang (Blood Relatives), film policier franco-canadien réalisé par Claude Chabrol, adaptation du roman Adieu, cousine... (Blood Relatives), avec Donald Sutherland dans le rôle de l'inspecteur Steve Carella

## Sources
- Jean Tulard, Dictionnaire du roman policier : 1841-2005. Auteurs, personnages, œuvres, thèmes, collections, éditeurs, Paris, Fayard, 2005, 768 p. (ISBN 978-2-915793-51-2, OCLC 62533410), p. 599 (Notice 87e District).